# Ossining (Town)
Ossining ist eine Town im Westchester County des Bundesstaats New York mit einer Einwohnerzahl von 32.363 (Stand: 2010). Sie bildet eine Vorstadt von New York City.  Es gibt zwei Villages innerhalb der Stadt: Ossining und Briarcliff Manor (teilweise in Ossining gelegen).

## Geschichte
Frederick Philipse kaufte das Gebiet, das heute die Town Ossining bildet, 1685 von den Sint Sinck-Indianern. Die Sint Sinck waren Mitglieder des Stammes der Matinecock (Algonkin), die ursprünglich im Gebiet der Cow Neck Peninsula auf Long Island ansässig waren.
Im Jahr 1813 wurde das Village Sing Sing gegründet. Das Sing Sing Gefängnis, das heute als Sing Sing Correctional Facility bekannt ist und ein Hochsicherheitsgefängnis ist, wurde 1826 eröffnet. Das Gefängnis wurde eröffnet, um das Newgate-Gefängnis zu ersetzen, das sich in New York City befand. 1845 schuf die Legislative des Staates New York eine neue Town aus dem nördlichen Teil dessen, was die Town Mount Pleasant gewesen war. Einige lokale Indianer schlugen vor, die Stadt Ossinsing zu nennen, eine andere Form des Namens Sing Sing. Ein Jahr später wurde das letzte „s“ zur Vereinfachung der Aussprache entfernt. 1881 erwog die Stadt, ihren Namen in Garfield Plains zu ändern, um den kurz zuvor ermordeten Präsidenten der Vereinigten Staaten, James Garfield, zu ehren, ließ die Idee aber fallen, nachdem die viel größere Stadt White Plains im südlichen Westchester County Einwände erhob. Um eine Verwechslung der im Dorf hergestellten Waren mit den im Gefängnis Sing Sing hergestellten Produkten zu verhindern, ließen die örtlichen Beamten 1901 den Namen des Villages ebenfalls in Ossining ändern.

## Demografie
Nach einer Schätzung von 2019 leben in Ossining 37.702 Menschen. Die Bevölkerung teilt sich auf in 61,6 % Weiße, 10,8 % Afroamerikaner, 0,1 % amerikanische Ureinwohner, 5,4 % Asiaten und 3,0 % mit zwei oder mehr Ethnizitäten. Hispanics oder Latinos aller Ethnien machten 33,0 % der Bevölkerung aus. Das mittlere Haushaltseinkommen lag bei 94.046 US-Dollar und die Armutsquote bei 9,0 %.